# Quảng Đức (tỉnh)
Quảng Đức là một tỉnh cũ của Việt Nam Cộng hòa nằm trên cao nguyên Mơ Nông.

## Địa lý
Tỉnh Quảng Đức nằm ở phía tây nam vùng Tây Nguyên, có vị trí địa lý:
- Phía bắc giáp tỉnh Đắk Lắk
- Phía đông giáp tỉnh Tuyên Đức
- Phía nam giáp tỉnh Lâm Đồng và Phước Long
- Phía tây giáp Campuchia.

Tỉnh lỵ là thị xã Gia Nghĩa. Tỉnh Quảng Đức với diện tích 5.958 km².
| Dân số tỉnh Quảng Đức 1967 | Dân số tỉnh Quảng Đức 1967 |
| Quận                       | Dân số                     |
| -------------------------- | -------------------------- |
| Đức Lập                    | 7.020                      |
| Kiến Đức                   | 10.774                     |
| Khiêm Đức                  | 7.561                      |
| Tổng số                    | 25.355                     |

Tính đến năm 1971, dân số tỉnh Quảng Đức là 38.305 người, đa số là người Thượng: bao gồm Ê-đê, Xtiêng, Cơ ho và M'Nông.
Vị dân biểu đại diện cho Tỉnh Quảng Đức của Hạ Nghị Viện chế độ Việt Nam Cộng Hòa nhiệm kỳ cuối cùng trước 30-04-1975 là ông Vương Sơn Thông.

## Lịch sử
Tỉnh Quảng Đức được thành lập theo Sắc lệnh số 24-NV ngày 23 tháng 1 năm 1959 của chính quyền Việt Nam Cộng Hòa, trên cơ sở tách gần như toàn bộ quận Đăk Song (trừ tổng Đăk Lao ở phía bắc) và một phần quận Lăk từ tỉnh Darlac (Đắk Lắk), cùng với một phần nhỏ tỉnh Phước Long và tỉnh Lâm Đồng.
Năm 1962, lại tách thêm một phần tỉnh Đắk Lắk nhập vào tỉnh Quảng Đức.
Theo quan điểm của các sắc tộc người Thượng thì việc chính phủ thành lập tỉnh Quảng Đức năm 1959 có dụng ý tạo điều kiện đưa người Kinh, nhất là người Bắc di cư lên định cư miền núi.
Tỉnh Quảng Đức có 3 quận, 4 tổng, 14 xã (năm 1960): 
- Quận Đức Lập có 6 xã với 1 tổng:
  - Tổng Đức Minh: 2 xã và 4 xã lẻ
  - Quận lỵ: Đức Minh (Đắk Mil) sau đổi là Tư Minh
- Quận Kiến Đức có 4 xã với 2 tổng:
  - Tổng Kiến Minh: 2 xã
  - Tổng Kiến Đạo: 2 xã
  - Quận lỵ: Sùng Đức (B'Pré)
- Quận Khiêm Đức có 4 xã với 1 tổng:
  - Tổng Sơn Khê: 2 xã và 2 xã lẻ.
  - Quận lỵ: Tamoung.

Sau lập thêm cơ sở phái viên hành chính Đức Xuyên (3 xã).
Tháng 2 năm 1976, tỉnh Quảng Đức lại nhập vào tỉnh Đắk Lắk.
Năm 2003, tỉnh Đắk Lắk lại được chia thành hai tỉnh Đắk Lắk và Đắk Nông. Địa bàn tỉnh Quảng Đức cũ gần như là địa bàn tỉnh Đắk Nông ngày nay; ngoại trừ huyện Cư Jút vốn trước năm 1975 thuộc quận Ban Mê Thuột của tỉnh Darlac.